# Sabulodes bolivaria
Sabulodes bolivaria är en fjärilsart som beskrevs av Charles Oberthür 1911. Sabulodes bolivaria ingår i släktet Sabulodes och familjen mätare. Inga underarter finns listade.